# Zzzax
Zzzax è un personaggio dei fumetti, creato da Steve Englehart (testi) e Herb Trimpe (disegni), pubblicato dalla Marvel Comics. È un supercriminale dell'Universo Marvel, la cui prima apparizione avviene in The Incredible Hulk (vol. 2) n. 166 (agosto 1973).
È una creatura elettrocinetica creata accidentalmente in una centrale elettrica. Dalla sua prima apparizione è uno dei principali avversari di Hulk.

## Biografia del personaggio

### Origini
Zzzax è un umanoide costituito da elettricità creato involontariamente da un gruppo di terroristi intenti a spegnere l'alimentazione elettrica di New York. Dopo aver ucciso i terroristi e alcuni tecnici dell'impianto, la creatura affronta Hulk. Dopo un'accesa battaglia, Zzzax viene sconfitto da Occhio di Falco, il quale dissipa l'energia della creatura in mare.

### Supercriminale
Qualche mese dopo, a Chicago, Zzzax viene involontariamente riportato in vita da tre giovani scienziati, Stan Landers, Mark Revel e Alexandra Knox. Il mostro prosciuga l'energia di Landers, assorbendone i pensieri e l'amore per la dottoressa Knox. Zzzax rapisce dunque la ragazza, ma viene battuto da Hulk che, con l'aiuto di Revel, riesce a scorporare ancora una volta il corpo della creatura. Zzzax viene resuscitato da William Robinson, nuovo amante della dottoressa Knox, ma sconfitto di nuovo, stavolta da Luke Cage. Successivamente riaffronta Hulk, o meglio una versione del golia verde con l'intelligenza di Bruce Banner, il quale lo sconfigge facilmente creando un circuito destabilizzante che spedisce i suoi atomi nello spazio esterno. Nella serie Secret Wars II viene riportato in vita da Mefisto e sconfitto dalla Cosa dei Fantastici Quattro.
Preso in custodia dallo S.H.I.E.L.D., Zzzax viene confinato all'interno di un grande tubo prima di essere trasferito alla base Gamma in Nuovo Messico. Qui Thunderbolt Ross, acerrimo nemico di Hulk, viene convinto dall'agente S.H.I.E.L.D. Clay Quartermain a sottoporsi ad un esperimento per ottenere il potere di Zzzax. Tale processo permette a Ross di prendere il controllo totale su Zzzax che riesce a liberarsi solo alla morte dell'ex generale.

## Poteri e abilità
È una creatura costituita da energia elettrica pura (o per essere più precisi una creatura elettrocinetica in forma umanoide). Può generare energia elettrica (di solito sotto forma di fulmini), manipolare i campi elettrici nelle vicinanze, e volare. Zzzax assorbe l'energia elettrica dal cervello umano per sopravvivere; ciò gli permette di assorbire la personalità delle sue vittime.
Anche se è un essere composto da energia egli è in grado di sollevare la materia come un corpo umanoide normale (come se avesse le mani, i muscoli, e una struttura scheletrica). Zzzax possiede la capacità di sollevare 100 tonnellate, ma la sua forza (così come la sua dimensione) può aumentare in base alla quantità di energia elettrica assorbita.

## Altri media

### Cinema
Zzzax compariva negli script iniziali del film Hulk (2003). Sebbene non sia comparso nel film, i suoi poteri e quelli dell'Uomo Assorbente sono stati dati al personaggio di David Banner, interpretato da Nick Nolte e doppiato in italiano da Paolo Buglioni.

#### Animazione
Zzzax compare in Iron Man & Hulk: Heroes United, doppiato da Dee Bradley Baker. In questa versione è stato creato dagli scienziati dell'Hydra.

### Televisione
- Zzzax compare in un episodio de L'incredibile Hulk, doppiato simultaneamente da Michael Bell, Leeza Miller McGee e Kevin Schon. In questa versione è Mitch, un impiegato di una centrale nucleare che si offre di aiutare Bruce Banner, ma durante un incidente elettrico si trasforma in Zzzax.
- Zzzax compare in Super Hero Squad Show.
- Zzzax compare in Avengers - i più potenti eroi della Terra.
- Zzzax compare in Ultimate Spider-Man, dove viene sconfitto da Hulk e Spider-Man; successivamente si allea con il Dottor Octopus e l'Uomo Assorbente contro Spider-Man, Skaar, la Vedova Nera e Power Man.
- Zzzax compare in un episodio di Avengers Assemble, dove viene sconfitto da Odino.

### Videogiochi
Zzzax compare in Marvel: Avengers Alliance come Boss di Gruppo.